# Erasable Programmable Logic Device

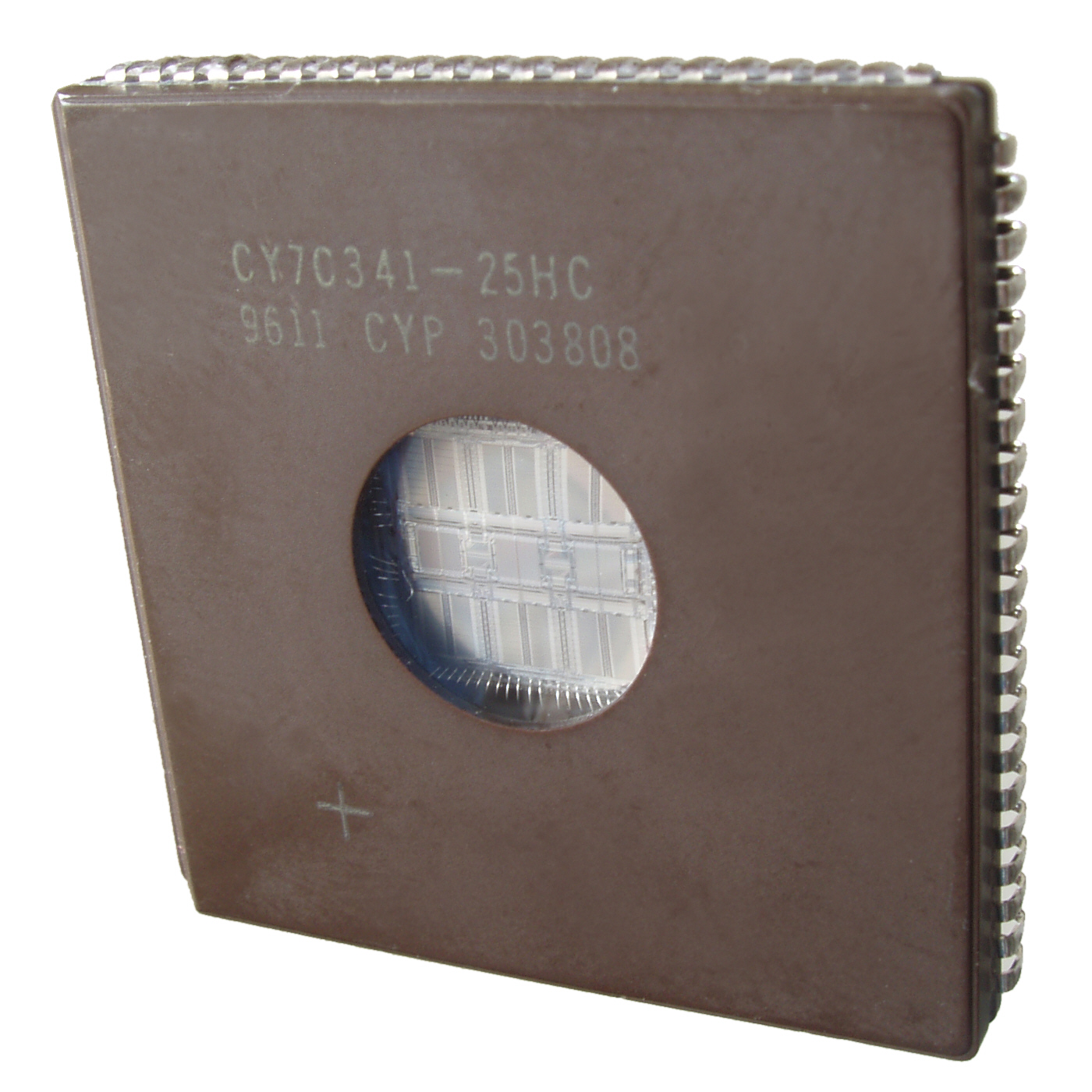
EPLD von Cypress im PLCC-Chipgehäuse

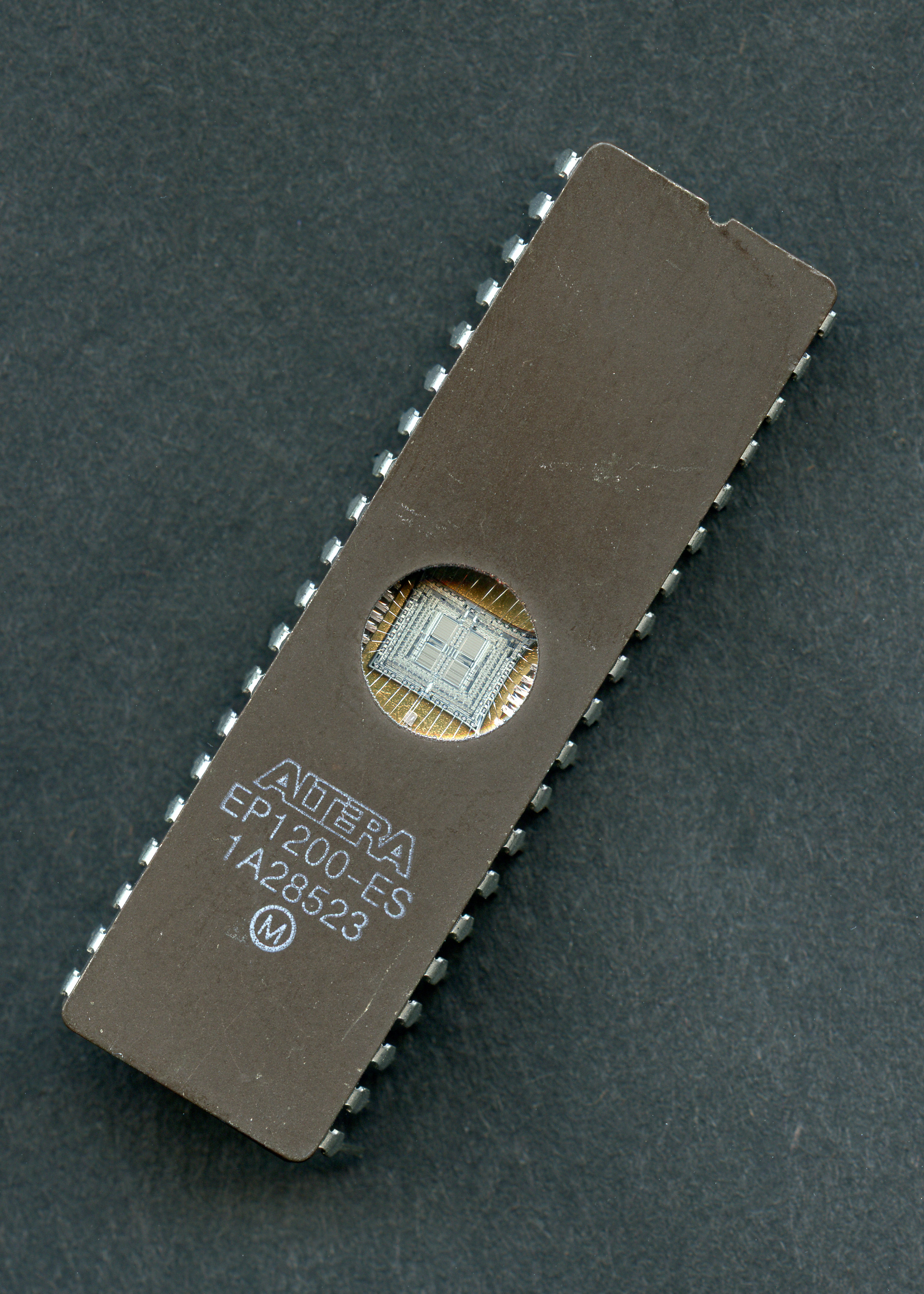
EPLD von Altera im DIP-Gehäuse

Ein Erasable Programmable Logic Device (EPLD, engl., dt. etwa „löschbares programmierbares Logikbauelement“) ist ein bereits als historisch zu bezeichnender, durch UV-Licht löschbarer programmierbarer Logikbaustein, der in der Floating-Gate-Technologie aufgebaut ist. Im Vergleich zu PAL-Bausteinen ist die Anzahl der Gatter, die programmiert werden können, um einiges höher.
Bei der Programmierung des EPLD wird auf dem isolierten Floating-Gate Ladung gespeichert, die mit UV-Licht wieder gelöscht werden kann, da diese Strahlung die Ladungen wieder entfernt. Ein geladenes Floating-Gate stellt dabei eine Unterbrechung dar. Ein EPLD ist aus einer Und-Gatter-Eingangsmatrix aufgebaut, die programmiert werden kann, sowie aus einer Oder-Ausgangsmatrix, welche bereits fest verdrahtet auf dem Chip ist.
Die EPLDs gibt es seit etwa 1984. Sie werden heute kaum noch eingesetzt und sind praktisch vollständig durch CPLDs oder FPGAs ersetzt worden.